# نزال (فلم 2022)
نزال (بالإنجليزية: Rumble) هو فيلم رسوم متحركة لعام 2021 من بطولة ويل آرنيت،تيري كروز،جيرالدين فيسواناثان،رومان رينز،بيكي لينش وبين شوارتز.